# Gare de Changis - Saint-Jean
Gare de Changis - Saint-Jean vasútállomás Franciaországban, Changis-sur-Marne településen.

## Vasútvonalak
Az állomást az alábbi vasútvonalak érintik:
- Párizs-Strasbourg-vasútvonal

## Kapcsolódó állomások
A vasútállomáshoz az alábbi állomások vannak a legközelebb:
- Gare de Trilport (Paris Gare de l’Est, ligne P)
- Gare de La Ferté-sous-Jouarre (Gare de Château-Thierry, ligne P)